# Bank (DLR)
Pour les articles homonymes, voir Bank.
Bank (en anglais : Bank DLR Station), est une station de la ligne de métro léger automatique Docklands Light Railway (DLR), en zone 1 Travelcard. Elle est intégrée dans le complexe de la station Bank and Monument du métro de Londres, elle partage notamment certaines de ses entrées dans la Cité de Londres.
Elle permet des correspondances : avec des lignes du métro de Londres : Central, Northern, Waterloo & City, Circle et District et avec les trains desservant les gares de : Cannon Street, Fenchurch Street et Liverpool Street. 

## Situation sur le réseau

Plan de la ligne du métro léger DLR.

Située en souterrain, Bank est une station, en impasse, un terminus de la branche ouest de la ligne de métro léger Docklands Light Railway, elle est établie avant la station Shadwell, en direction du nœud ferroviaire de Poplar,. Elle est en zone 1 Travelcard.
La station est aménagée en terminus en impasse, les voies numérotées 9 et 10 ont chacune un quai latéral. Un dispositif de croisement des rames avec une voie de garage est aménagée à l'ouest de la station.

## Histoire
La station Bank, terminus de la branche ouest du Docklands Light Railway, est mise en service le 29 juillet 1991 lors de l'ouverture du prolongement de Tower Gateway à Bank.
En 2016, la fréquentation de la station est de 32,256 millions d'utilisateurs.

## Services aux voyageurs

### Accès et accueil
La station est accessible par les bouches communes avec les entrées des plateformes du métro de Londres. Des signalisations spécifiques permettent d'accéder à la station par des ascenseurs.

### Desserte
La station Bank DLR est desservie par les rames des relations : Bank - Woolwich Arsenal et Bank - Lewisham,.

Installations et desserte
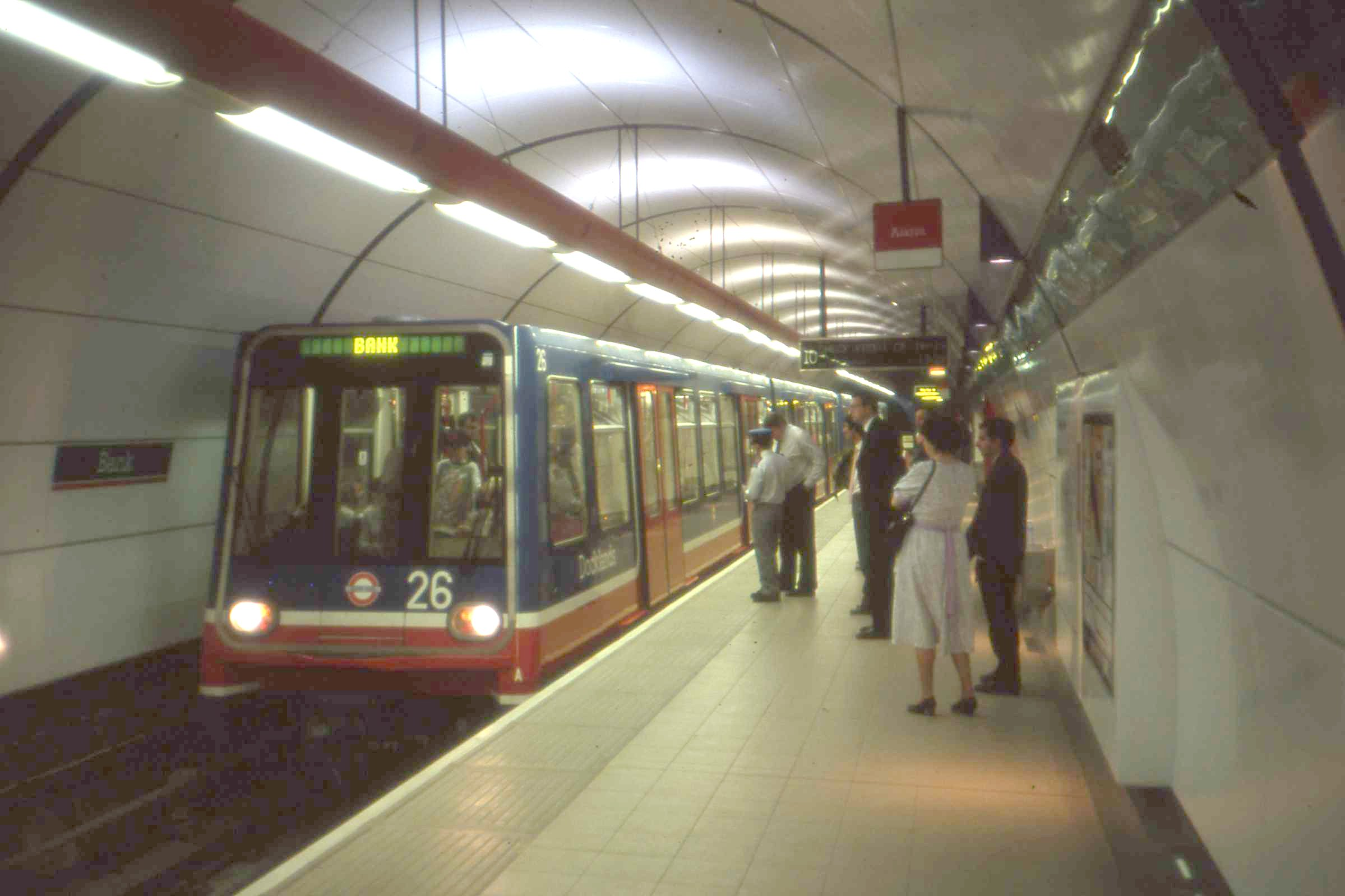
1991.
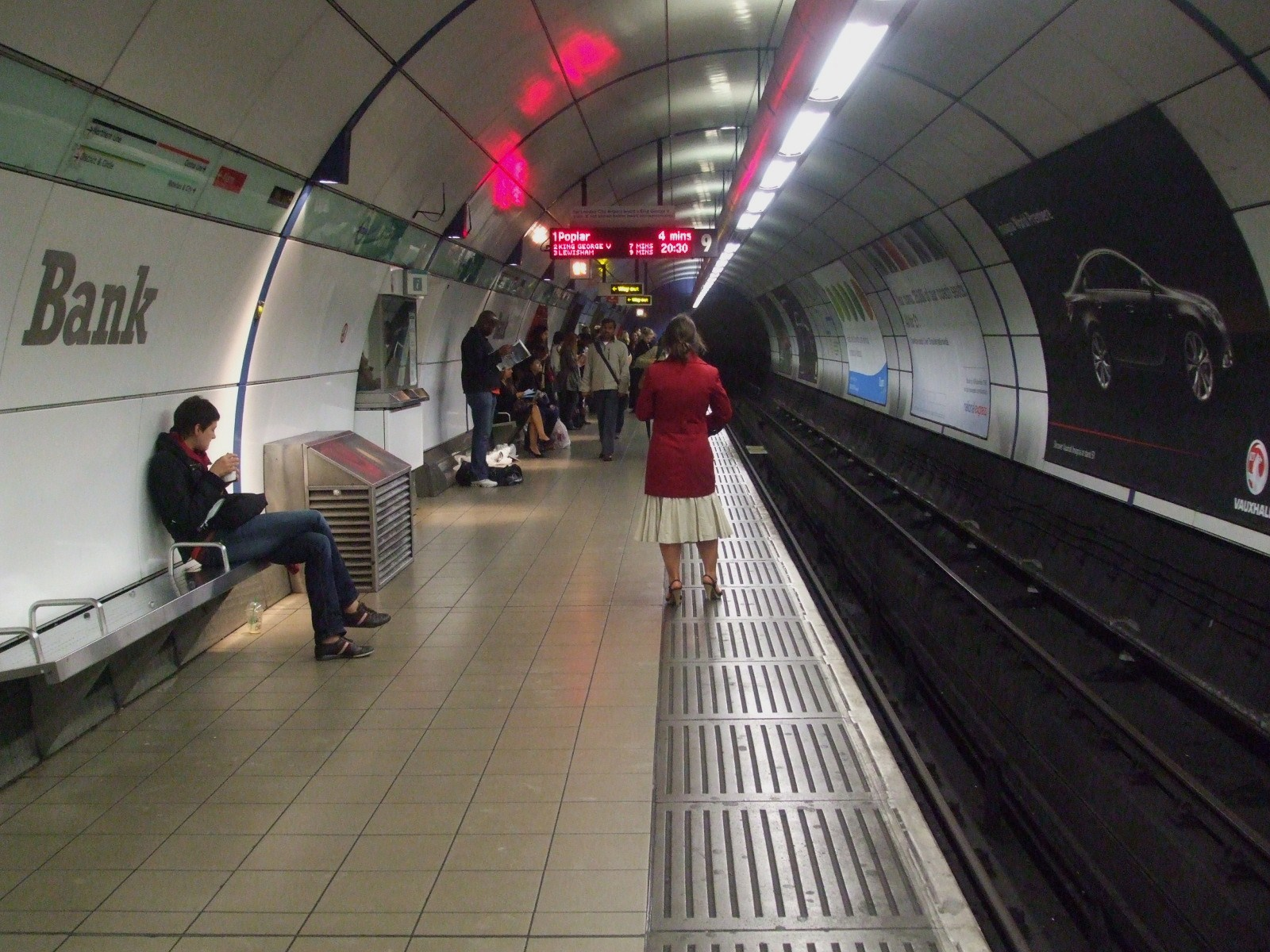
Plateforme 9 DLR.
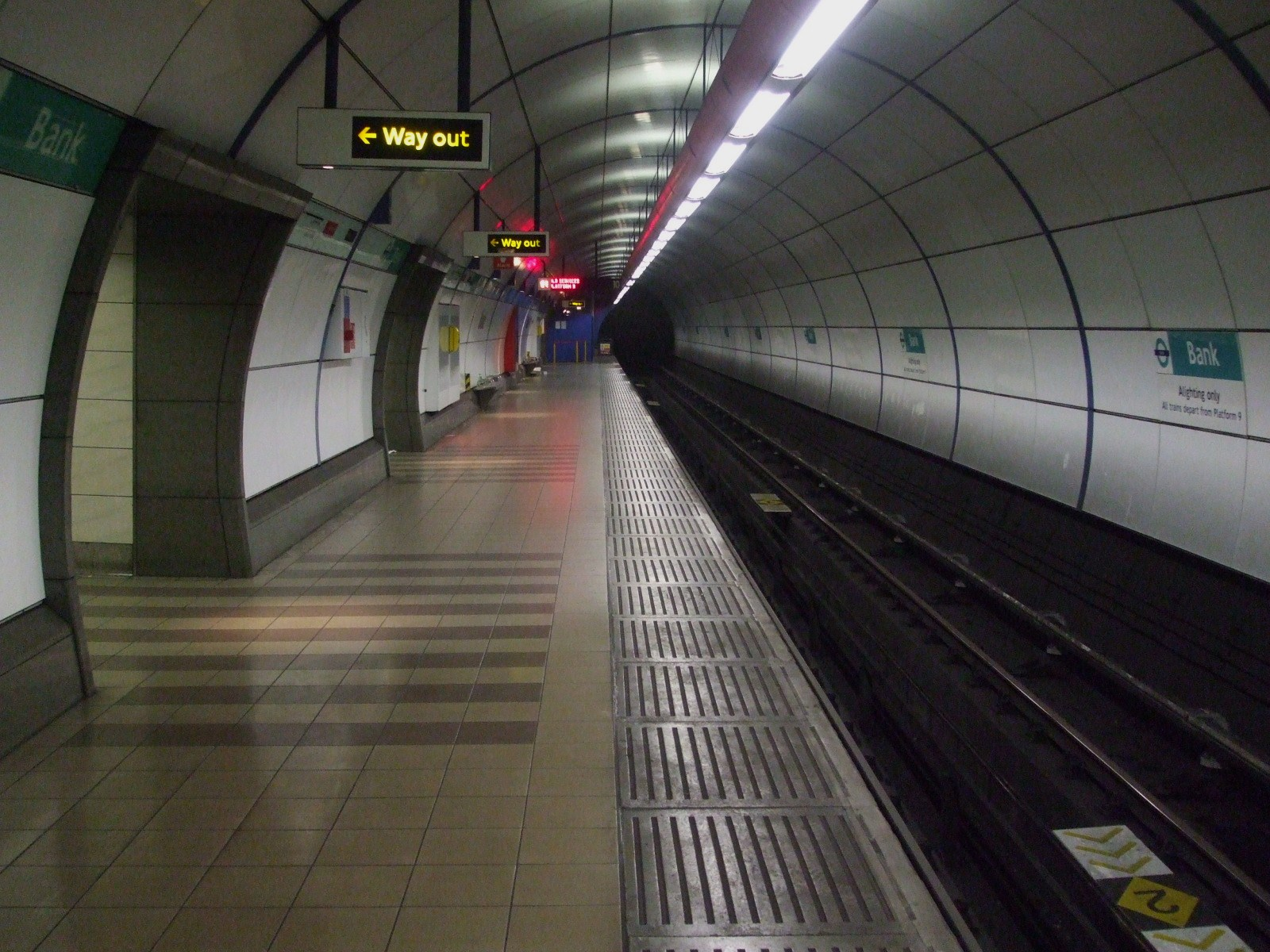
Plateforme 10 DLR.

### Intermodalité
Par les cheminements souterrains de la station Bank and Monument, du métro de Londres, des correspondances sont facilitées avec les plateformes des lignes : Central, Northern, Waterloo & City, Circle et District.
À proximité, des arrêts de bus sont desservis par les lignes : 8, 11, 15, 21, 25, 26, 43, 133, 141, 521, N8, N11, N15, N21, N25, N26, N199, N242, N550, N551.
À pied, des correspondances sont également possibles avec les trains desservant les gares de : Cannon Street, Fenchurch Street et Liverpool Street.

## Projets / Travaux
Depuis 2016, d'importants travaux de modernisations et d'amélioration des échanges sont en cours sur le site de la station Bank and Monument ce qui impact les cheminements souterrains permettant l'accès à la plateforme Bank DLR. Programmé en 2014/2015 ce chantier a une prévision d'achèvement à la fin de l'année 2022.

## À proximité
- Cité de Londres
- Banque d'Angleterre
- NatWest
- Mansion House (Londres)
- London Mithraeum (en)
- Église Saint-Michael, Cornhill